# Sundhedsvæsenets Klassifikationssystem
 For alternative betydninger, se Sundhedsvæsenets Klassifikationssystem (flertydig). (Se også artikler, som begynder med Sundhedsvæsenets Klassifikationssystem)
Sundhedsvæsenets KlassifikationsSystem, eller SKS er et system designet til klassifikation indenfor sygehusvæsenet og sundhedsvæsenets primærsektor. Systemet er oprettet for at sikre entydig kommunikation mellem alle grupper og aktører indenfor sundhedsvæsenet, samt de elektroniske informationssystemer i sundhedsvæsenet. Systemet indeholder en række hovedgrupper, der er tildelt ét bogstav. Herefter følger en kode på op til 9 alfanumeriske tegn. Disse tegn angiver undergrupper under hovedgruppen.
| Hovedgrupper i SKS | Hovedgrupper i SKS                            |
| ------------------ | --------------------------------------------- |
| A                  | Administrative forhold                        |
| B                  | Behandlings- og plejeklassifikation           |
| D                  | Klassifikation af sygdomme                    |
| E                  | Ulykkesklassifikation                         |
| K                  | Klassifikation af sygdom                      |
| M                  | Lægemiddelklassifikation                      |
| N                  | Anæstesiklassifikation                        |
| R                  | Resultatklassifikation                        |
| T                  | Topografi                                     |
| U                  | Undersøgelsesklassifikation                   |
| V                  | Værdiliste                                    |
| W                  | Midlertidig undersøgelsesklassifikation       |
| X                  | Klassifikation til lokalt brug                |
| Y                  | Projekter og kliniske databaser               |
| Z                  | Tillægskoder og midlertidige klassifikationer |